# Hotline Miami
Hotline Miami – komputerowa gra akcji wydana 23 października 2012 roku przez Devolver Digital. Wśród inspiracji dla powstania gry znalazł się film Drive z 2011 roku. Stworzona została przez dwuosobowe studio Dennaton Games za pomocą edytora Game Maker. Kontynuacja o tytule Hotline Miami 2 jest osadzona w latach 90. XX wieku, a jej fabuła jest powiązana z częścią pierwszą.
Fabuła opowiada o człowieku, który dostaje tajemnicze wiadomości na swój telefon zawierające zlecenia. Celem większości zadań jest przejście kilku powiązanych ze sobą lokacji i zabicie znajdujących się tam osób.
Gra została pozytywnie przyjęta przez recenzentów. Chwalono przedstawienie Miami z lat 80., dynamiczną muzykę i brutalną walkę, jak i jej wartość merytoryczną. Z drugiej strony skrytykowano drobne błędy techniczne. Hotline Miami otrzymała wiele wyróżnień między innymi: „Best PC Sound of the Year” serwisu IGN i „The Best Music of the Year 2012” PC Gamera. Firma Devolver Digital ujawniła, że w ciągu siedmiu pierwszych tygodni od dnia premiery zakupiono ponad 130 tysięcy egzemplarzy gry. Redakcja magazynu PC Gamer UK w 2015 roku przyznała grze 92. miejsce na liście najlepszych gier na PC.

## Rozgrywka
Gra podzielona jest na rozdziały. Przed rozpoczęciem każdego z nich gracz wybiera gumową maskę zwierzęcia, która poprzez specyficzne atrybuty wpływa na rozgrywkę. Następnie postać trafia do dwuwymiarowego budynku widzianego z góry, gdzie w pomieszczeniach poruszają się przeciwnicy. Gracz może zabić ich bronią białą lub palną, z czego po użyciu tej drugiej wszystkie jednostki stojące blisko zaczynają szukać źródła hałasu. W większości misji, głównym celem jest zabicie wszystkich wrogów na danej mapie. Po skończeniu każdego poziomu wyświetlane są statystyki i ogólna ocena.

## Produkcja gry
Hotline Miami to rozbudowana wersja gry Super Carnage, nad którą Jonatan Söderström pracował już w 2004 roku. Oba tytuły łączy akcja obserwowana z lotu ptaka, duża liczba broni, którymi może posługiwać się główny bohater oraz charakterystyczny model rozgrywki, polegający na zabijaniu wrogów na mapach, składających się z sieci rozbudowanych pomieszczeń. Do wskrzeszenia projektu i jego finalizacji namówił Söderströma Dennis Wedin. Obaj panowie założyli studio Dennaton Games.